# Alice et le Clavecin
Alice et le Clavecin (titre original : The Secret in the Old Attic, littéralement : Le Secret dans le vieux grenier) est le vingt-et-unième roman de la série américaine Alice (Nancy Drew en VO) écrit par Caroline Quine, nom de plume collectif de plusieurs auteurs. L'auteur de ce roman est Mildred Wirt Benson. 
Aux États-Unis, le roman a été publié pour la première fois en 1944 par Grosset & Dunlap, New York. En France, il est paru pour la première fois en 1967 aux éditions Hachette Jeunesse dans la collection « Bibliothèque verte » sous le no 319. Il n'a plus été réédité en France depuis 1985. 

## Résumé
Remarque : le résumé est basé sur les éditions cartonnées non abrégées parues de 1967 à 1982 en langue française.
Philip March demande à l'avoué James Roy de retrouver les précieuses partitions musicales de son défunt fils. À défaut, M. March perdra sa maison ainsi que la garde de sa petite-fille Moira, une orpheline. Alice explore de fond en comble la demeure de Philip March, sans rien trouver. 
Mais d'autres personnes convoitent les partitions musicales....

## Personnages
- Personnages récurrents
  - Alice Roy : jeune fille blonde, détective amateur, orpheline de mère, fille de James Roy.
  - James Roy : avoué[2] de renom, père d'Alice Roy, veuf.
  - Bess Taylor : jeune fille blonde et rondelette, une des meilleures amies d'Alice.
  - Marion Webb : jeune fille brune et sportive, cousine germaine de Bess Taylor et une des meilleures amies d'Alice.
  - Ned Nickerson : jeune homme brun et athlétique, ami et chevalier servant d'Alice, étudiant à l'université d'Emerson.
  - Sarah : la fidèle vieille gouvernante des Roy, qui a élevé Alice à la mort de sa mère.

- Personnages spécifiques à ce roman
  - Philip March : vieil homme.
  - Moira (Susan en VO) : six ans, petite-fille de Philip March.
  - Fipp : fils décédé de Philip March.
  - Sally March : défunte femme de Fipp, belle-fille de Philip March, mère de Moira.
  - Frank Malcor : client de James Roy, propriétaire d'une usine.
  - Diane Malcor (Diane Dight en VO) : fille de Frank Malcor, ancienne camarade de classe d'Alice.
  - Joe Trott (Bushy Trott en VO) : un malfaiteur.
  - Bill Banko, alias Bill Lally : un malfaiteur.
  - Hélène Hopkins[3] : amie d'Alice.
  - Horace Lally : étudiant à l'université d'Emerson qui connaît Ned et qui manigance pour conquérir Alice. Il est le cousin de Diane Malcor.
  - Effie : une jeune bonne maladroite employée temporairement par Alice pour s'occuper de Moira.

## Éditions françaises
- 1967 : Alice et le Clavecin — Hachette, coll. « Bibliothèque verte » no 319, cartonné (français, version originale). Illustré par Albert Chazelle. Texte français d'Anne Joba. 25 chapitres. 248 p.
- 1984 : Alice et le Clavecin — Hachette, coll. « Bibliothèque verte » [4] cartonné (français, version abrégée). Illustrée par Jean-Louis Mercier.